# Adam Opel
Pour les articles homonymes, voir Famille Opel.

Monogramme d'Adam Opel.

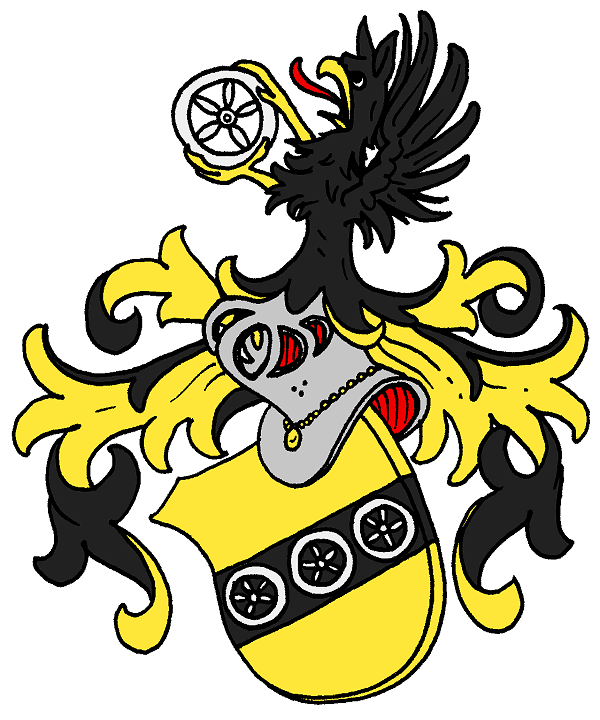
Armes de la famille von Opel (1917).

Adam Opel, né le 9 mai 1837 à Rüsselsheim et mort dans cette même ville le 8 septembre 1895 , est un industriel allemand fondateur de l'entreprise de machines à coudre et bicyclettes, qui deviendra après sa mort le constructeur automobile Opel.
Il a cinq fils dont Wilhelm Von Opel qui est le grand-père de Gunter Sachs (1932-2011)

## Famille Opel
- Adam Opel (1837–1895) et Sophie Scheller (1840–1913)
  - Carl von Opel (en) (1869–1927)
    - Sophie Eleonore von Opel (1896–1971)
    - Hans von Opel (1899–1948)
    - Eleonore Johanna Carola von Opel (1908−1998)
    - Georg von Opel (1912–1971)
      - Carlo von Opel (* 1941)
      - Heinz von Opel (1943–2006)
      - Georg von Opel (* 1966)
      - Gregor von Opel (* 1968)

  - Wilhelm von Opel (1871–1948)
    - Fritz von Opel (1899–1971)
      - Rikky von Opel (* 1947)
      - Marie Christine von Opel (1951–2006)

    - Eleonore Sigrid Else von Opel (1908–2001) ∞ 1.) 1925 Willy Sachs, ∞ 2.) 1963 Carlo Kirchner (1894–1979)
      - Gunter Sachs

  - Heinrich Adam von Opel (1873–1928)
    - Heinz von Opel (1899–1922)
    - Emmy von Opel (1902–1963)
    - Irmgard von Opel (1907–1986)

  - Friedrich Franz Opel (1875–1938, dit Fritz Opel[1])
  - Ludwig Opel (1880–1916)